# Асад (гора)
Аса́д — гірська вершина у північно-східній частині Великого Кавказу. Знаходиться на півночі Азербайджану.